# Morne Diablotins
Morne Diablotins – najwyższa góra Dominiki o wysokości 1447 m n.p.m., położona w północnej części wyspy. Góra jest pochodzenia wulkanicznego.